# HD 147513 b
HD 147513 b是一顆距地球約42光年的系外行星，位於天蠍座。該行星的質量比木星高21%，但是和母恆星距離非常近，平均距離大約比日地距離高三分之一。不過該行星軌道離心率很高，近拱點低於日地距離，遠拱點則高於火星和太陽的距離。